# Diga di Sennar
La diga di Sennar è una diga ubicata sul Nilo Azzurro vicino alla città di Sennar, Sudan. È stata costruita nel 1925 dall'ingegnere inglese, esploratore e avventuriero, Stephen "Roy" Sherlock, sotto la supervisione di Weetman Pearson. La diga è lunga 3025 metri ed ha un'altezza massima di 40 metri ed è usata principalmente per irrigare i campi nello stato di Al Jazira ma recentemente, con l'aggiunta di turbine idroelettriche, anche per l'approvvigionamento di energia elettrica. È stata amministrata da Roy Sherlock fino agli anni settanta.